# Eilema fuscodorsalis
Eilema fuscodorsalis är en fjärilsart som beskrevs av Matsumura 1930. Eilema fuscodorsalis ingår i släktet Eilema och familjen björnspinnare. Inga underarter finns listade i Catalogue of Life.